# Narcine prodorsalis
Narcine prodorsalis  (лат.) — вид скатов рода нарцин семейства Narcinidae отряда электрических скатов. Это хрящевые рыбы, ведущие донный образ жизни, с крупными, уплощёнными грудными и брюшными плавниками в форме диска, выраженным хвостом и двумя спинными плавниками. Они способны генерировать электрический ток. Обитают в тропических водах северо-западной части Тихого океана на глубине до 50 м. Максимальная зарегистрированная длина 40 см.

## Таксономия
Впервые вид был научно описан в 1966 году. На основании характерной окраски Narcine prodorsalis ранее временно рассматривали как младший синоним Narcine lingula, однако учитывая отсутствие голотипа и большое разнообразие окраски нарцин, чья дорсальная поверхность спины, плавников и диска окрашена в коричневый цвет с крупными тёмными пятнами, необходимы дальнейшие исследования нарцин разного размера, пойманных в водах Вьетнама. Видовое название происходит от слов лат. pro — «перед» и лат. dorsum — «спина» .

## Ареал
Narcine prodorsalis обитают в северо-западной части Тихого океана у берегов Тайваня, Китая, Вьетнама, Таиланда, Индонезии, в Тонкинском заливе и Андаманском море. Эти скаты встречаются как у берега, так и в открытом море на глубине до 50 м, а по другим данным от 40 до 100 м.

## Описание
У этих скатов широкие и закруглённые грудные плавники, образующие овальный диск. Имеются два спинных плавника и хвостовой плавник. Позади глаз имеются брызгальца. У основания грудных плавников перед глазами сквозь кожу проглядывают электрические парные органы в форме почек, которые тянутся вдоль тела до конца диска.
Окраска дорсальной поверхности тела коричневого цвета. Спина, плавники и хвост покрыты тёмно-коричневыми пятнами. Максимальная зарегистрированная длина 40 см.

## Биология
Narcine prodorsalis являются донными морскими рыбами. Они размножаются яйцеживорождением, эмбрионы вылупляются из яиц в утробе матери и питаются желтком и гистотрофом.

## Взаимодействие с человеком
Эти скаты не представляют интереса для коммерческого рыбного промысла. Иногда они попадаются в качестве прилова при коммерческой ловле методом траления. Кроме того, эти скаты страдают от ухудшения условий среды обитания, вызванного антропогенным фактором.